# Terrats
Terrats település Franciaországban, Pyrénées-Orientales megyében. Lakosainak száma 799 fő (2022. január 1.). Terrats Llupia, Trouillas, Fourques, Montauriol, Castelnou és Sainte-Colombe-de-la-Commanderie községekkel határos.

## Népesség
A település népessége az elmúlt években az alábbi módon változott:
| Lakosok száma | 661  | 646  | 658  | 640  | 680  | 720  | 760  | 782  | 799  |
|               | 2013 | 2015 | 2016 | 2017 | 2018 | 2019 | 2020 | 2021 | 2022 |